# 燕王喜
燕王喜（えんおう き、生没年不詳）は、中国の戦国時代の燕の最後の君主（在位：紀元前254年 - 紀元前222年）。姓は姫または姞、諱は喜。 
父は先代の孝王。子に始皇帝の暗殺を謀ったことで有名な太子丹がいる。

## 生涯
孝王3年（前255年）、父の孝王が死去し、喜が即位した。
燕王喜4年（前251年）、宰相の栗腹を趙に使者として送って友好を深めようとした。しかし、この頃の趙は長平の戦いで秦の白起に大敗して40万の兵を失い、疲弊していた。帰国した栗腹の報告でそれを知った喜は、考えを改めて軍を趙に攻め込ませた。しかし、趙の名老将である廉頗に迎撃されて燕軍は大敗し、逆に国都の薊を包囲されて和睦せざるを得なくなる。その後、秦の圧力を受けて趙が押されると、再度攻め入るが敗れた。
喜は秦と友好関係を結んでおり、友好の証として太子丹を人質として差し出していた。丹は趙で秦王政（のちの始皇帝）が人質の境遇にあった際、共に人質として交友関係があったが、秦で秦王政に冷遇されたのを恨んで燕に逃亡した。
燕王喜28年（前227年）、丹は荊軻を刺客として秦王政の暗殺に送るが失敗し、激怒した秦王政は秦軍を燕に攻め込ませた。燕は代とともに抗戦するが、燕・代連合軍は易水の西で秦軍に敗れた。
燕王喜29年（前226年）、都の薊が秦より陥落し、遼東に逃亡した。秦が執拗に燕を追討したため、喜は代王嘉の勧めもあり、丹の首を送って秦に謝罪する。秦王政は一応燕を許し、喜は遼東でしばらく延命した。
燕王喜33年（前222年）、秦の侵攻を受けて平壌も陥落し、喜は捕らえられて燕は滅亡した（燕攻略）。